# Lodi Vecchio
Lodi Vecchio is een gemeente in de Italiaanse provincie Lodi (regio Lombardije) en telt 7218 inwoners (31-12-2004). De oppervlakte bedraagt 16,0 km², de bevolkingsdichtheid is 450,75 inwoners per km².

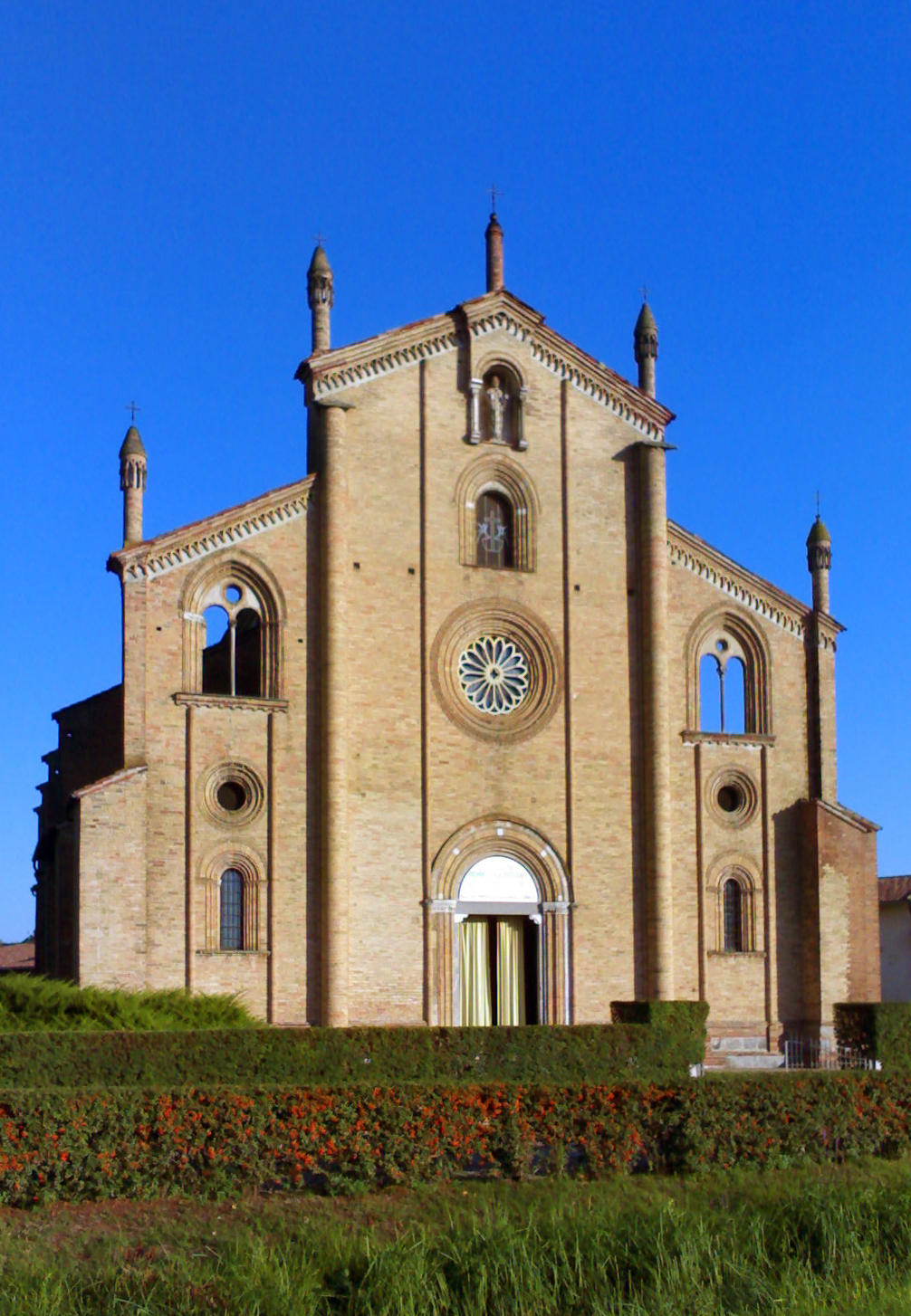
Kerk van San Bassiano
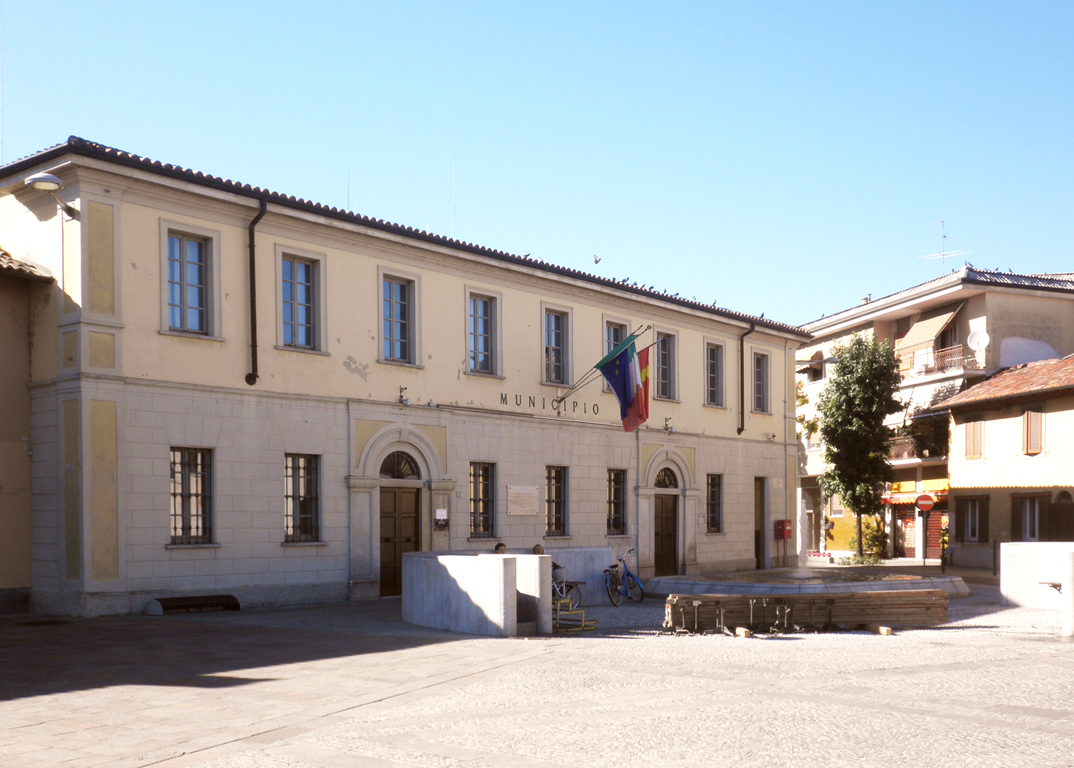
Gemeentehuis

## Demografie
Lodi Vecchio telt ongeveer 2878 huishoudens. Het aantal inwoners steeg in de periode 1991-2001 met 13,3% volgens cijfers uit de tienjaarlijkse volkstellingen van ISTAT.
| Jaar | Inwoneraantal |
| ---- | ------------- |
| 1991 | 6141          |
| 2001 | 6959          |

## Geografie
De gemeente ligt op ongeveer 82 m boven zeeniveau.
Lodi Vecchio grenst aan de volgende gemeenten: Tavazzano con Villavesco, Lodi, San Zenone al Lambro (MI), Salerano sul Lambro, Cornegliano Laudense, Pieve Fissiraga, Borgo San Giovanni.

## Geboren
- Enrico Porro (1885-1967), worstelaar